# Stęszew
Stęszew este un oraș în Polonia.